# グリーゼ436
グリーゼ436 (Gliese 436) とは、しし座の方向に33光年離れた位置にある赤色矮星である。2010年の時点で太陽系外惑星が1つ発見されており、未確認ながら第2の惑星も推定されている。

## 恒星
| 太陽 | グリーゼ436 |
| ---- | ----------- |
| 太陽 | Exoplanet   |

グリーゼ436の半径は太陽の42%、表面温度は約3318Kと推定される。年齢は太陽より若いが、ヘリウムより重い元素（天文学における金属）は太陽の44%に過ぎない。自転速度は秒速3kmであり、彩層の磁場の活動レベルは低い。
いわゆるold-disk populationの1つで、銀河座標での速度は、U=+44、V=-20、W=+20 km/sである。

## 惑星系
この恒星の周囲を、グリーゼ436bと呼ばれる惑星が公転している。公転周期は2.6日で、地球と恒星の間を惑星が定期的に横切る現象（通過、またはトランジット）が観測されている。質量は22地球質量、直径は5万5000kmで、天王星や海王星程度の大きさである。一般的な視線速度法の観測では惑星の真の質量は求められないが、グリーゼ436bは通過を起こしているため軌道傾斜角の値を決定することができ、真の質量を求めることができた。惑星は大部分が熱い氷でできており、水素とヘリウムの大気を持つ「ホット・ネプチューン」だと考えられている。
グリーゼ436bの軌道は離心率0.15の楕円形になっている。グリーゼ436bのような恒星に近い惑星は、潮汐力によって短いタイムスケールで軌道が円に近付くはずである。そのため、同じ恒星を公転するもう1つの惑星によって摂動を受け、軌道が楕円形に維持されている可能性がある。
| 名称 （恒星に近い順） | 質量             | 軌道長半径 （天文単位） | 公転周期 (日)     | 軌道離心率            | 軌道傾斜角   | 半径    |
| --------------------- | ---------------- | ----------------------- | ----------------- | --------------------- | ------------ | ------- |
| b (Awohali)           | 0.07 ± 0.0052 MJ | 0.02887 ± 0.00095       | 2.64394 ± 0.00009 | 0.1912+0.0449 −0.0571 | 85.8 ± 0.25° | 0.38 RJ |

### 2番目の惑星の可能性
2008年、軌道周期5.2日、軌道長半径0.045天文単位の2つ目の惑星グリーゼ436cが報告された。これはグリーゼ436bの軌道要素の変動から推定されたもので、地球の5倍の質量と1.5倍の半径を持つ巨大地球型惑星（スーパーアース）と考えられた。しかしその後の観測で、仮定された惑星ではグリーゼ436bの軌道を説明できないことが判明し、惑星発見の報告は2008年にボストンで開催された会議 "Transiting Planets conference" で正式に撤回された。
提案は撤回されたものの、グリーゼ436の周りにもう1つの惑星が存在する可能性はもっともらしいことが示されている。2005年1月11日にNMSUによって予期せぬ通過が観測され、グリーゼ436bの軌道傾斜角が増大している可能性が示唆された。この現象は、12地球質量以下で恒星から0.08天文単位以下の軌道を公転する惑星による摂動を仮定すれば説明がつくと考えられているが、まだ確実な合意には至っていない。
2012年、グリーゼ436に火星サイズの惑星が発見されたと発表された。研究チームの所属するセントラルフロリダ大学にちなんで命名されたUCF-1.01は、直径8400kmの小さな惑星で、これほどのサイズの惑星としては地球に最も近い距離にある。グリーゼ436との距離は地球と月の間の7倍ほどしかなく、1.4日周期で公転する。表面は540℃まで加熱され、表面には大気が無く、マグマの海に覆われていると考えられている。ただし、まだ存在を認める条件には達していない。発見はスピッツァー宇宙望遠鏡のアーカイブデータによってなされ、仮に存在したとすれば、スピッツァー宇宙望遠鏡が発見した初の太陽系外惑星である。また、質量が地球の3分の1程度の別の惑星候補も発見されている。

## 名称
2022年、ジェイムズ・ウェッブ宇宙望遠鏡の優先観測目標候補となっている太陽系外惑星のうち、20の惑星とその親星を公募により命名する「太陽系外惑星命名キャンペーン2022（NameExoWorlds 2022）」において、グリーゼ436とグリーゼ436bは命名対象の惑星系の1つとなった。このキャンペーンは、国際天文学連合（IAU）が「持続可能な発展のための国際基礎科学年（IYBSSD2022）」の参加機関の一つであることから企画されたものである。2023年6月、IAUから最終結果が公表され、グリーゼ436はNoquisi、グリーゼ436bはAwohaliと命名された。Noquisiは、チェロキー語で「星」を意味する。Awohaliは、チェロキーが「鷲」を表す言葉の一つで、戦士の祈りを太陽に届ける鷲が、部族と偉大な魂のつながりの証として太陽が口づけた尾羽を持ち帰る、というチェロキーの伝説に由来し、尾羽は、グリーゼ436bで検出された、彗星の尾のように散逸する大気を暗示する。